# Mường Chùm
Mường Chùm là một xã thuộc huyện Mường La, tỉnh Sơn La, Việt Nam.
Xã có diện tích 57,85 km², dân số năm 1999 là 4.009 người, mật độ dân số đạt 69 người/km².